# Batalla de Bergium
La batalla de Bergium fue una de las batallas de la revuelta de 197 a. C. de los pueblos íberos contra la dominación romana en el siglo II a. C.

## Antecedentes

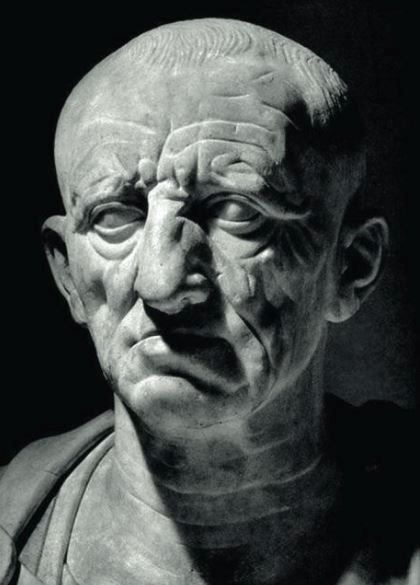
Marco Porcio Catón, el Viejo.

La victoria de la república de Roma sobre Cartago en la segunda guerra púnica dejó Hispania en manos romanas. La transformación del territorio en provincia provocó importantes cambios administrativos y fiscales, y la imposición del stipendium no fue aceptada por las tribus locales que todavía gozaban de una cierta estructura política y capacidad de reacción, de modo que en el 197 a. C., recién terminada la segunda guerra macedónica, estalló una gran revuelta en toda el área conquistada en Hispania a causa del expolio republicano.
Numerosos jefes locales se rebelaron en la Hispania Ulterior y La república envió a Cayo Sempronio Tuditano a la Hispania Citerior y Marco Helvio Blasión a la Hispania Ulterior. Cayo Sempronio Tuditano murió por heridas de combate en la Citerior antes de terminar el año 197 a. C., pero Quinto Minucio Termo derrotó en el 196 a. C. a los insurrectos en la batalla de Turda. Quinto Fabio Buteón y Marco Helvio Blasión derrotaron a los celtíberos en la batalla de Iliturgi. El cónsul Marco Porcio Catón el viejo se dirigió desde el puerto de Luna, bordeando el golfo de León con Publio Manlio de ayudante, dejando la Ulterior a Apio Claudio Nerón con tropas más reducidas.
Marco Porcio Catón el viejo, desembarcó en Rhode, sofocando la resistencia de la guarnición hispana situada en el Puig Rom o acrópolis de Rhode. El ejército sublevado que sitiaba Emporion, de unos 40 000 hombres fue derrotado también por Catón en la batalla de Emporion.

## La batalla
Marco Porcio Catón el viejo consiguió en pocos días la pacificación de toda la franja costera y el sometimiento de lacetanos, suessetanos y ausetanos, y derrotando a lacetanos y bergistanos, que todavía resistían en su ciudad de Castrum Bergium.

## Consecuencias
Los romanos ordenaron que los íberos hundieran las murallas bajo pena de ser reducidos a la esclavitud, y lo hicieron los oppida de los alrededores del Ebro. Los poblados del interior de lo que ahora es Cataluña desaparecieron definitivamente.

### Citas
1. 1 2  Martínez Gázquez, José (1992). La campaña de Catón en Hispania (2ª edición). Publicacions i Edicions UB. ISBN 9788478759804.
2. ↑  Arrayás Morales, Isaías (2005). Morfología histórica del territorio de Tarraco (ss. III- .C.) (1ª edición). Publicacions i Edicions UB. p. 40. ISBN 8447530078.
3. ↑  Hernàndez Cardona, Francesc Xavier (2001).  Rafael Dalmau Editor, ed. Història militar de Catalunya, vol. I, dels íbers als carolingis (en catalán) (1ª edición). p. 134. ISBN 84-232-0639-4.
4. 1 2 3  Apiano. «39-41». Ibèria.
5. 1 2  Nolla, Josep M. «la campanya de m. p. cató a empúries el 195 a.c. Algunes consideracions». Revista Girona.
6. 1 2  Brennan, Corey Loog (2000). The praetorship in the Roman Republic Vol.I (en inglés) (1ª edición). Oxford University Press. p. 166. ISBN 0-19-511459-0.
7. ↑  Maluquer de Motes i Nicolau, Joan. La ciutat grega mes antiga de Catalunya (en catalán).
8. 1 2  Rovira i Virgili, Antoni (1920). Història Nacional de Catalunya, volum I (en catalán). Edicions Pàtria. p. 55.
9. ↑  Ramon i Arrufat, Antoni. Història, vol. IX: llibres XVIII-XXI Per Polibi (en catalán).